# Dianthus pygmaeus
Dianthus pygmaeus är en nejlikväxtart som beskrevs av Bunzo Hayata. Dianthus pygmaeus ingår i släktet nejlikor, och familjen nejlikväxter. Inga underarter finns listade i Catalogue of Life.